# Мёрфи, Джозеф (писатель)
Джозеф Мёрфи, также Мэрфи (англ. Joseph Murphy, 1898 — 1981), — американский писатель ирландского происхождения; проповедник и лектор на темы силы самовнушения и метафизических способностей человеческого разума; читал лекции тысячам людей во всём мире в течение почти пятидесяти лет.

## Биография
Джозеф Мёрфи родился в конце XIX века — 20 мая 1898 года в небольшом городе ирландского графства Корк. Его отец Дэнис был преподавателем Национальной школы в Ирландии и по совместительству дьяконом, а мать Елена - домохозяйкой. В семье Мёрфи позже появилось ещё двое детей - сын Джон и дочь Кэтрин.
Образование получил в Ирландии и Англии. Получил диплом химика.
Был воспитан в духе католичества, но в постулатах иезуитства разочаровался. Поэтому решил не оставаться в Ирландии, а в 20 лет отправился «завоёвывать» Америку.
Джозеф знакомится в США с фармацевтом, который становится его другом, и поступает в специализированную школу, сдаёт экзамены и становится сотрудником аптеки.
Когда Соединённые Штаты вступили во Вторую мировую войну, Мёрфи завербовался в армию и получил назначение на работу фармацевтом в медицинскую часть 88-й пехотной дивизии.
В середине 1940-х годов он переехал в Лос-Анджелес, где познакомился с основателем религиоведения Эрнестом Холмсом.
Также Джозеф стал активным членом масонского ордена и с годами поднялся в масонских рядах до 32-й степени Шотландского обряда.
Мерфи был сторонником движения "Новая мысль". Это движение было развито в конце 19-го и начале 20-го веков многими философами и глубокими мыслителями, которые изучали это явление и проповедовали, писали и практиковали новый взгляд на жизнь и получение желаний.
Был руководителем "Церкви Божественной науки" в Лос-Анджелесе в течение двадцати восьми лет, где его лекции посещали около 1300 — 1500 человек каждое воскресенье. Также длительное время выходила и его ежедневная радиопередача, основанная на его текстах и лекциях, которая была очень популярна в США и Канаде в течение всего того времени.
В 1950-х годах Мерфи женился, получил степень доктора психологии в Университете Южной Калифорнии и начал писать сначала статьи, а потом книги.
После смерти своей первой жены в 1976 году, он вторично женился на Джин Райт, которая долгое время была его секретарём. Личная жизнь четы Мёрфи протекала в мире и согласии, после смерти доктора его жена стала наследником служения Джозефа. Она продолжила читать лекции и издавать книги.
В 1980 году Мёрфи отказался от реализации запросов, поступавших к нему на создание его биографии, говоря, что "его жизнь должна была быть найдена в его книгах".
Смерть доктора Джозефа Мёрфи наступила 16 декабря 1981 года, он прожил 83 года. Причиной смерти стало пошатнувшееся здоровье, вызванное возрастом.
Мерфи написал более 30 книг. Его самая известная работа "Сила вашего подсознания", которая была впервые опубликована в 1963 году, сразу же стала бестселлером. Книга стала бестселлером и разошлась миллионными тиражами по всему миру.

## Издания на русском языке
C 1983 года книги Джозефа Мёрфи выходили на русском языке (вначале в самиздате, потом в издательстве «Астрель» и др.).
Наряду с книгами Ронды Берн, Джо Витале, Марси Шимофф и ряда других авторов книги Джозефа Мёрфи часто переиздаются на русском языке  (включая сборники его афоризмов и сентенций, например: «Как стать уверенным в себе и поднять самооценку». Изд-во «Попурри». Минск. 2006 (переизд.: 2010) и др.)
Чаще всего на русском выходила книга Дж. Мёрфи «Сила вашего подсознания» (более десяти изданий с 1997 года).

## Книги
- «Это оно, или Искусство метафизической демонстрации» / This Is It or The Art Of Metaphysical Demonstration (1945)
- «Колеса истины» / Wheels of Truth (1946)
- «Идеальный ответ» / The Perfect Answer (1946)
- «Высшее мастерство страха» / Supreme Mastery of Fear (1946)
- «Св. Иоанн говорит» / St. John Speaks (1948)
- «Любовь — это свобода» / Love is Freedom (1948)
- «Мистическое объяснение двенадцати сил» / The Twelve Powers Mystically Explained (1948)
- «Богатство — ваше право» / Riches are Your Right (1952)
- «Чудеса вашего разума» / The Miracles of Your Mind (1953) —   изд. на русск.  яз.: «Удивительные игры разума и подсознания» и «Магическая сила Разума»
- «Благоухание Бога» / The Fragrance of God (1953)
- «Волшебство веры» / Magic of Faith (1954)
- «Смысл реинкарнации» / The Meaning of Reincarnation (1954)
- «Поверь в себя» / Believe in Yourself (1955)
- «Как привлекать деньги» / How to Attract Money (1955)
- «Путешествие с Богом» / Traveling With God (1956)
- «Мир внутри себя» (новая редакция книги «Св. Иоанн говорит») / Peace Within Yourself (1956)
- «Молитва — это ответ» / Prayer Is the Answer (1956)
- «Как использовать свою целительную силу» / How to Use Your Healing Power (1957)
- «Тихие моменты с Богом» / Quiet Moments with God (1958)
- «Молитесь, чтобы пройти через это» / Pray Your Way Through It (1958)
- «Исцеляющая сила любви» / The Healing Power of Love (1958)
- «Оставайся молодым навсегда» / Stay Young Forever (1958)
- «Психические яды и их противоядия» / Mental Poisons and Their Antidotes (1958)
- «Как молиться с колодой карт» / How to Pray With a Deck of Cards (1958)
- «Жизнь без напряжения» / Living without Strain (1959)
- «Методы молитвенной терапии» / Techniques in Prayer Therapy (1960) — в русских изд.: «Исцеление молитвой» и «Целительная сила молитвы» (1983, 1997)
- «Ядерная религия» / Nuclear Religion (1961)
- «Господь, научи нас молиться» (2-я глава книги «Путешествие с Богом») / Lord Teach Us to Pray (1962)
- «Почему это случилось со мной?» / Why Did This Happen to Me? (1962)
- «Сила вашего подсознания» / The Power Of Your Subconscious Mind (1963) — в русских изданиях «Управляйте своей судьбой» и «Сила вашего подсознания. Как получить всё, о чём вы просите» или «Техника управления подсознанием»
- «Чудо динамики разума» / The Miracle of Mind Dynamics (1964)
- «Удивительные законы космического разума» / The Amazing Laws of Cosmic Mind Power (1965)
- «Ваша бесконечная сила, чтобы быть богатым» / Your Infinite Power to Be Rich (1966) — в рус. изд. «Вы можете стать богатым»
- «Космическая сила внутри вас» / The Cosmic Power Within You (1968)
- «Бесконечная сила для более богатой жизни» / Infinite Power for Richer Living (1969)
- «Секреты „И цзин“» / Secrets of the I Ching (1970)
- «Психическое восприятие: магия экстрасенсорного восприятия» / Psychic Perception: The Magic of Extrasensory Perception (1971)
- «Чудодейственная сила для получения бесконечных богатств» / Miracle Power for Infinite Riches (1972)
- «Телепсихика: волшебная сила идеальной жизни» / Telepsychics: The Magic Power of Perfect Living (1973)
- «Космическая энергия: чудодейственная сила Вселенной» / The Cosmic Energizer: Miracle Power of the Universe (1974)
- «Великие библейские истины о человеческих проблемах» / Great Bible Truths for Human Problems (1976)
- «В тебе сила» / Within You Is the Power (1977) —  изд. на русск. яз.: «Открой в себе божественную силу»
- «Песни Бога» / Songs of God (1979)
- «Как использовать законы разума» / How to Use the Laws of Mind (1980)
- «Эти истины могут изменить вашу жизнь» / These Truths Can Change Your Life (1982) — в русском издании «Вечные жизненные истины»
- «Собрание эссе Джозефа Мёрфи» / Collected Essays of Joseph Murphy (1987)
- «Живите полноценной жизнью» / Maximize your potential through the power of your subconscious mind to overcome fear and worry — в др. рус. изд. «Как найти душевную гармонию и счастье»
- «Телепсихика: Раскройте свои скрытые подсознательные возможности» / Telepsychics: Tapping Your Hidden Subconscious Powers — в др. рус. изд. «Телепсихика. Как использовать скрытые возможности подсознания»